# Phaonia reniformis
Phaonia reniformis är en tvåvingeart som beskrevs av Fang, Fan och Feng 1991. Phaonia reniformis ingår i släktet Phaonia och familjen husflugor.
Artens utbredningsområde är Sichuan (Kina). Inga underarter finns listade i Catalogue of Life.